# Segunda división B de fútbol sala de España
La Segunda División RFEF B de fútbol sala (llamada Primera Nacional A hasta la temporada 2010-2011) es la tercera categoría más alta del fútbol sala español, siendo inmediatamente inferior a la Segunda División RFEF (antes llamada División de Plata), pero inmediatamente mayor que la Tercera División Nacional de Fútbol Sala. Está organizada por el Comité Nacional de Fútbol Sala (CNFS) de la Real Federación Española de Fútbol (RFEF).

## Sistema de competición[1]
En Segunda División B hay 6 grupos (Grupo 1, Grupo 2, Grupo 3, Grupo 4, Grupo 5 y Grupo 6), siendo los cinco primeros grupos peninsulares y el sexto, canario.
Los equipos de cada grupo se enfrentan entre sí de local y visitante, en una liga a doble vuelta a disputar entre septiembre y mayo.
Los cuatro equipos mejor clasificados de cada grupo juegan los "play off" compuestos por tres eliminatorias:
-Primera eliminatoria:
en esta eliminatoria se enfrentan 1° vs 4° y 2° vs 3° del mismo grupo a un único partido en campo del mejor clasificado, es decir, en campo del primero y segundo clasificado.
-Segunda eliminatoria: 
Sorteo entre los ganadores de la primera eliminatoria a doble partido (ida y vuelta), con la condición de que no pueden coincidir equipos del mismo grupo ni los primeros entre sí.
-Tercera eliminatoria: 
Sorteo entre los ganadores de la segunda eliminatoria a doble partido (ida y vuelta), de la cual salen los equipos que ascienden a segunda división.
Los equipos filiales pueden participar en Segunda División B, si sus primeros equipos compiten en una categoría superior (Primera División o Segunda División). Los filiales y sus respectivos primeros equipos no pueden competir en la misma división; por ello, si el primer equipo desciende a la categoría, el filial descenderá a su vez a Tercera División.

## Historia de la categoría
Como la mayoría de deportes en la década de los 80, el fútbol sala en España no era profesional y estaba organizado por dos asociaciones independientes, como eran la AECFS (Asociación Española de Clubes de Fútbol Sala) y la ASOFUSA (Asociación de Fútbol Sala), las cuales desarrollaban sus respectivos campeonatos nacionales, sin que existiera un criterio para establecer un único y oficial campeón de España, hasta que medió en este conflicto el Consejo Superior de Deportes en 1989, unificándose las dos asociaciones.
Se creaba así la Liga Nacional de Fútbol Sala -LNFS-, que se compuso de dos categorías, como fueron División de Honor -primera- y División Nacional -segunda-. Mientras en la primera de ellas, se establecieron cuatro grupos nacionales -se competía por toda España-, en División Nacional surgieron hasta doce grupos de carácter geográfico, de modo que los numerosos equipos participantes fueron divididos según el territorio peninsular al que pertenecían y otros territorios aproximados.
Esto es algo que se ha mantenido hasta la actualidad, aunque a lo largo de los años ha ido variando el número de grupos de la categoría e incluso de nombres. De hecho, de los doce grupos que hubo en la temporada 89-90, se pasó a sólo cinco en la 90-91, campaña a partir de la que la categoría comenzó a llamarse Primera Nacional A y por debajo de ella, se establecería la Primera Nacional B.
Con ello, el ámbito geográfico de los grupos se amplió y por ejemplo, el Grupo 4 de la nueva Nacional A englobaba a clubes andaluces, melillenses, ceutíes, murcianos, canarios, castellano-manchegos e incluso madrileños. En la 91-92 se realizó otra reducción y hubo cuatro grupos, al igual que en la 92-93, temporada en la que además de los ascensos a División de Honor, también habría ascensos a la futura División de Plata -organizada por la LNFS-, la cual se convertiría en la segunda categoría, relegando al tercer lugar a la Nacional A -ya gestionada por el Comité Nacional de Fútbol Sala de la Real Federación Española de Fútbol- y dejando como cuarta categoría a la Nacional B.
Tras dos años con reducciones, la Nacional A se amplió para el ejercicio 93-94 a ocho grupos, cifra mantenida durante las siguientes temporadas, aunque pocas más tarde, los conjuntos canarios quedarían encuadrados en un noveno grupo, de forma que en el Grupo 1 quedarían los equipos de Galicia, Asturias y León; el Grupo 2 englobaría a los representantes de Cantabria, País Vasco, Navarra, La Rioja y Burgos; en el Grupo 3 participarían los de Madrid y el grueso de Castilla y León; en el Grupo 4, los de Castilla-La Mancha y Extremadura; en el Grupo 5, los de Aragón, Cataluña y Castellón; en el Grupo 6 habría más equipos de Cataluña, junto a los de Baleares; en el Grupo 7 se encontrarían los de Valencia y Murcia; en el Grupo 8 estarían reunidos los de Andalucía, Ceuta y Melilla; y en el Grupo 9, los de Canarias.
Dicha organización se mantuvo durante más de una década hasta la temporada 2010-2011, ya que antes de que se iniciara, la RFEF decidió establecer más cambios en la estructura del fútbol sala nacional y para ello, estimó darle nuevos aires. De este modo y pensando en familiarizar al público en general con el fútbol sala, a partir de la 2011-2012, las categorías cambiarían sus nombres por los de las categorías del fútbol, por lo que División de Honor pasaría a llamarse Primera División; División de Plata, sería Segunda División; Nacional A, se conocería como Segunda División B y la Nacional B, como Tercera División.
Pero si tal cosa se presentaba como poco más que un 'lavado de cara', no era tal el que la RFEF aprobara una importante reducción de Nacional A (futura Segunda B), la cual pasaría de estar formada por nueve grupos (ocho peninsulares y uno canario) a sólo cinco o seis, buscando con ello favorecer la semiprofesionalización de dicha categoría, además de 'suavizar' el salto de nivel existente en los ascensos y descensos que se producen entre División de Plata y Nacional A. Esta idea ya sonaba desde 2009, pero no sería hasta 2011 cuando terminaría viendo la luz.
Así, la 2010-2011 se iniciaría bajo la premisa de que solamente tendrían asegurada su plaza en la venidera Segunda B, los ocho primeros clasificados de cada grupo, significando que cualquier equipo que ocupara en la clasificación del noveno puesto hacia abajo, posiblemente descendería y recordando que hasta entonces, sólo descendían los tres últimos clasificados de cada grupo y no los ocho últimos, como iba a suceder.
Una vez que finalizó la Liga, tocaba conocer cuál iba a ser la magnitud de los cambios, como cuántos grupos se confeccionarían y si Canarias seguiría contando con un grupo aparte. A principios de verano de 2011, el CNFS de la RFEF dio a conocer que la reducción sería de nueve a seis grupos -cinco peninsulares más uno canario-. Respecto a la actual campaña 2012-2013, el CNFS ha realizado algunos cambios en la ordenación geográfica de los grupos, además de dividir a los equipos canarios en dos subgrupos.